# Darren Aronofsky
Darren Aronofsky (født 12. februar 1969) er en amerikansk filminstruktør.
Darren Aronofsky blev født i New York og efter gymnasiet kom han på universitetet Harvard for at studere film. Allerede under hans tid på universitetet vandt han flere priser for sine film. Der skulle dog gå seks år fra han blev færdig med skolen til hans første spillefilm π udkom. π blev lavet for et næsten ikke eksisterende budget (ifølge IMDb var budgettet på $60.000), men det lykkedes den alligevel at indspille $3.221.152 i USA. Til den næste film, Requiem for a Dream, fik han flere penge at arbejde med. Filmen var dog ikke noget kæmpe hit i biograferne, men er siden gået hen og blevet noget af en kultfilm. Filmen gav også en af dens hovedrolleindehavere, Ellen Burstyn, en Oscarnominering for bedste skuespillerinde.

## Filmografi
- π (1998)
- Requiem for a Dream (2000)
- The Fountain (2006)
- The Wrestler (2008)
- Black Swan (2010)
- Noah (2014)
- Mother (2017)